# Micrurus brasiliensis
La serpiente de coral (Micrurus brasiliensis) es una especie de ofidio de potente veneno, del género Micrurus de la familia Elapidae. Habita en sabanas del centro-este de América del Sur. 

## Distribución y hábitat
Es endémico de sabanas y bosques del centro del Brasil, con registros en los estados de Bahía, Goiás y Minas Gerais. 

## Taxonomía
Fue descrita originalmente en el año 1967 por el herpetólogo Roze.
Junto a otras 7 especies, integra el complejo Micrurus frontalis.

## Características
Es un ofidio de hábitos furtivos, pero con un potente veneno capaz de matar a un hombre adulto. Pero no posee la agresividad de otras serpientes ponzoñosas, por lo que los accidentes son muy raros. 
Su coloración es en anillos completos rojos negros y blanco-amarillentos, dando un patrón general tricolor.